# Geschwänzte Langnasenfledermaus
Die Geschwänzte Langnasenfledermaus (Anoura caudifer) ist eine Fledermausart aus der Familie der Blattnasen (Phyllostomidae), welche in Südamerika beheimatet ist.

## Beschreibung
Die Geschwänzte Langnasenfledermaus ist eine relativ kleine Fledermausart mit einer Gesamtlänge von 47 bis 70 mm. Die Schnauze und Zunge ist lang, die Ohren klein und rund. Das Fell ist dicht, seidig und meist dunkelbraun. Der Schwanz ist kurz und in die Schwanzflughaut eingebettet. Von Anoura cadenai und der Breitzahn-Langnasenfledermaus (Anoura latidens) unterscheidet sich die Art durch das Vorhandensein des winzigen Schwanzes. Im Gegensatz zu Geoffroys Schwanzlose Fledermaus (Anoura geoffroyi) besitzt sie einen voll entwickelten Calcar.

## Lebensweise
Kolonien der Geschwänzten Langnasenfledermaus bestehen meistens aus 5–15 Individuen, können aber eine Größe von bis zu 100 Tieren erreichen. Tagsüber werden Baumhöhlen, Tunnel und Höhlen als Schlafplatz genutzt. In Höhlen findet man diese Art oft zusammen mit Anoura geoffroyi, Anoura cultrata, Carollia perspicillata und Pteronotus parnellii.
Die Geschwänzte Langnasenfledermaus ernährt sich hauptsächlich von Nektar verschiedener Pflanzen, unter anderem von verschiedenen neotropischen Hülsenfrüchtlern, Passionsblumen und der Marcgravia, wobei wahrscheinlich kleinere Blüten bevorzugt werden. Dies macht sie zu einem wichtigen Bestäuber dieser Pflanzen. Um den Energiebedarf zu decken, muss Anoura caudifer während 4 Stunden rund 800 Blüten besuchen. Dabei legt sie jede Nacht eine Strecke von etwa 50 km zurück.
Über die Fortpflanzung der Geschwänzten Langnasenfledermaus ist relativ wenig bekannt, und der Zeitpunkt scheint lokal unterschiedlich zu sein.

## Verbreitung und Lebensraum

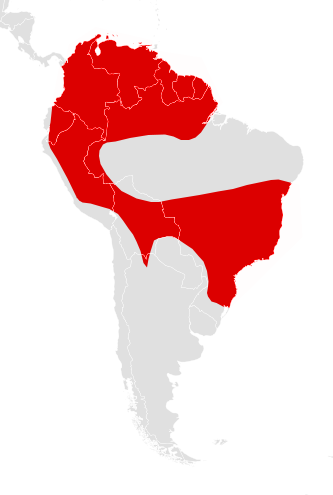
Verbreitungsgebiet der Geschwänzten Langnasenfledermaus

Die Verbreitung der Geschwänzten Langnasenfledermaus reicht von Kolumbien bis Argentinien, wobei das Amazonasbecken Brasiliens ausgelassen wird. Ihr Bestand wird von der IUCN dank der weiten Verbreitung und wahrscheinlich großen Populationen als stabil und ungefährdet eingestuft. Jedoch ist auch diese Art wie die meisten neotropischen Fledermäuse von der Zerstörung ihres Lebensraums betroffen.